# Baureihe 1822 (ÖBB)
ÖBB 1822 (niem. Baureihe 1822, BR 1822, oznaczenie polskie 1822) – seria dwusystemowych normalnotorowych lokomotyw elektrycznych wyprodukowanych pierwotnie dla kolei austriackich (ÖBB – Österreichische Bundesbahnen).
Elektrowóz może być eksploatowany w systemach 3 kV prądu stałego oraz 15 kV jednofazowego prądu przemiennego o częstotliwości 16⅔ Hz. Zamówione były początkowo do transportu transgranicznego między Włochami (zasilanie 3 kV DC) a Austrią (zasilanie 15 kV 16⅔ Hz AC) poprzez przełęcz Brenner, skąd pochodzi ich potoczna nazwa Brennerlok. W zakładach Simmering-Graz-Pauker we współpracy z ABB i Siemensem zbudowano 5 prototypów, które były eksploatowane. Dalszej produkcji ostatecznie jednak nie podjęto.
W 2005 roku 2 lokomotywy tej serii zostały zakupione przez Przedsiębiorstwo Transportu Kolejowego i Gospodarki Kamieniem w Rybniku. Spółka rozważała zakup wszystkich pięciu sztuk lokomotyw tej serii. W chwili nabycia były to najnowocześniejsze i najmocniejsze lokomotywy jednoczłonowe stosowane w Polsce. Obie lokomotywy zezłomowano w 2014 roku.